# 4. Sibirisches Armeekorps (Russisches Kaiserreich)
Das 4. Sibirische Armeekorps war ein Großverband des Kaiserlich Russischen Heeres. Es wurde zwischen Februar 1904 und 1918 zweimal aufgestellt und aufgelöst.

## Geschichte
Im Februar 1904 wurde das 4. Sibirische Armeekorps unter dem Befehl von Generalleutnant Nikolai Sarubajew im Militärbezirk Amur aufgestellt.
Während des Russisch-Japanischen Krieges nahm es an den Schlachten von Tashihchiao, Liaoyang und Mukden teil. Das Armeekorps war Teil der russischen Streitkräfte, die die Verbindung mit dem belagerten Port Arthur wiederherstellen sollten. Der Entsatzversuch scheiterte jedoch, denn das Armeekorps sah sich den wiederholten Angriffen der japanischen 2. Armee ausgesetzt, die die Russen entlang der Bahnlinie Port Arthur-Mukden immer weiter Richtung Mukden zurückdrängte.
Das Armeekorps nahm am Ersten Weltkrieg teil und wurde 1918 aufgelöst.

## Gliederung

### 1904
- 2. Sibirische Infanterie-Division (Generalmajor Lewestam)
  - 1. Brigade (Generalmajor Plejeschko)
    - 5. Infanterie-Regiment (3 Bataillone)
    - 6. Infanterie-Regiment (3 Bataillone)

  - 2. Brigade (Generalmajor Ognaowski)
    - 7. Infanterie-Regiment (3 Bataillone)
    - 8. Infanterie-Regiment (3 Bataillone)
- 3. Sibirische Infanterie-Division (Generalmajor Kosowitsch)
  - 1. Brigade (Generalmajor Schileiko)
    - 9. Infanterie-Regiment (3 Bataillone)
    - 10. Infanterie-Regiment (3 Bataillone)

  - 2. Brigade (Generalmajor Rehbinder)
    - 11. Infanterie-Regiment (3 Bataillone)
    - 12. Infanterie-Regiment (3 Bataillone)
- 1. Sibirisches Artillerie-Bataillon
  - 2 Batterien (jeweils 6 Geschütze)
- 2. Sibirisches Artillerie-Bataillon
  - 2 Batterien (jeweils 6 Geschütze)
- 3. Sibirisches Artillerie-Bataillon
  - 2 Batterien (jeweils 6 Geschütze)

### 1914
- 9. Sibirische Infanterie-Division
- 10. Sibirische Infanterie-Division
- 4. Sibirisches Artillerie-Bataillon
- 6. Sibirisches Bataillon

## Oberbefehlshaber
|    | Name                                                 | Von            | Bis            |
| -- | ---------------------------------------------------- | -------------- | -------------- |
| 1. | Generalleutnant Nikolai Platonowitsch Sarubajew      | Februar 1904   | September 1905 |
|    | demobilisiert                                        | September 1905 | Mai 1912       |
| 2. | Generalleutnant Arkadi Nikanorowitsch Nischtschenkow | Mai 1912       | Dezember 1912  |
| 3. | Generalleutnant Sergei Sergejewitsch Sawitsch        | August 1913    | Mai 1915       |
| 4. | Generalleutnant Arkadi Walentinowitsch Sytschewski   | Mai 1915       | Oktober 1915   |
| 5. | Generalleutnant Leonid Ottowitsch Sirelius           | Oktober 1915   | April 1917     |
| 6. | Generalleutnant Pjotr Michailowitsch Baranow         | April 1917     | Mai 1917       |
| 7. | Generalleutnant Georgi Karpowitsch Korolkow          | Mai 1917       | September 1917 |
| 8. | Generalleutnant Wladimir Iwanowitsch Sokolow         | September 1917 | 1918           |